# Eurytoma elongatula
Eurytoma elongatula är en stekelart som beskrevs av Filippo Silvestri 1915. Eurytoma elongatula ingår i släktet Eurytoma och familjen kragglanssteklar.
Artens utbredningsområde är Eritrea. Inga underarter finns listade i Catalogue of Life.